# Championnat d'Irlande du Nord de football 1959-1960
Navigation
Édition précédente Édition suivante
Le 59e Championnat d'Irlande du Nord de football se déroule en 1959-1960. Glenavon FC clos une décennie glorieuse en remportant le titre de champion d’Irlande du Nord. C’est son troisième titre de champion. Depuis la saison 1950-1951 et à la seule exception de l’année 1952-1953 Glenavon n’aura jamais quitté le podium du championnat.
Avec 29 buts marqués, Jimmy Jones de Glenavon FC remporte le titre de meilleur buteur de la compétition. C’est son sixième titre de meilleur buteur.

## Les 12 clubs participants
- Ards Football Club
- Bangor Football Club
- Ballymena United Football Club
- Cliftonville Football Club
- Coleraine Football Club
- Crusaders Football Club
- Derry City Football Club
- Distillery Football Club
- Glenavon Football Club
- Glentoran Football Club
- Linfield Football Club
- Portadown Football Club

## Classement
| Rang | Équipe           | Pts | J  | G  | N | P  | Bp | Bc | Diff |
| ---- | ---------------- | --- | -- | -- | - | -- | -- | -- | ---- |
| 1    | Glenavon FC      | 35  | 22 | 17 | 1 | 4  | 67 | 28 | +39  |
| 2    | Glentoran FC     | 32  | 22 | 14 | 4 | 4  | 60 | 31 | +29  |
| 3    | Distillery FC    | 29  | 22 | 12 | 5 | 5  | 55 | 38 | +17  |
| 4    | Linfield FC      | 29  | 22 | 12 | 5 | 5  | 63 | 46 | +17  |
| 5    | Ballymena United | 23  | 22 | 10 | 3 | 9  | 49 | 46 | +3   |
| 6    | Crusaders FC     | 23  | 22 | 9  | 5 | 8  | 43 | 44 | -1   |
| 7    | Portadown FC     | 22  | 22 | 7  | 8 | 7  | 35 | 40 | -5   |
| 8    | Ards FC          | 19  | 22 | 8  | 3 | 11 | 37 | 47 | -10  |
| 9    | Bangor FC        | 18  | 22 | 7  | 4 | 11 | 39 | 45 | -6   |
| 10   | Derry City FC    | 15  | 22 | 6  | 3 | 13 | 41 | 44 | -3   |
| 11   | Coleraine FC     | 15  | 22 | 6  | 3 | 13 | 35 | 62 | -27  |
| 12   | Cliftonville FC  | 4   | 22 | 2  | 0 | 20 | 22 | 75 | -53  |

|  | Champion d'Irlande du Nord |
|  | Relégation                 |

### Meilleur buteur
- Jimmy Jones, Glenavon FC 29 buts

## Bilan de la saison
| Tableau d'Honneur                         |             |
| Compétition                               | Vainqueur   |
| Championnat d'Irlande du Nord de football | Glenavon FC |
| Coupe d'Irlande du Nord de football       | Linfield FC |

| Promotions et relégations |       |
| Relégués                  | Aucun |
| Promus                    | Aucun |